# László Lovász
László Lovász (n. 9 martie 1948, Budapesta, Republica Ungară⁠(d)) este un matematician câștigător al Premiului Abel în 2021.